# Арктическа политика на Русия
Арктическата политика на Русия е наричана още вътрешната и външната политика на Руската федерация по отношение на руския регион на Арктика. Регионът на Арктика е определен в „руската политика за Арктика“ като всички руски имоти, разположени на север от арктическия кръг. (Около една пета от земната маса на Русия е на север от арктическия кръг.) Русия е една от петте държави, граничещи с Арктическия океан. През 2011 г. от 4 милиона жители на Арктика, около 2 милиона живеят в руската ѝ част, което я прави най-голямата арктическа страна по население. Въпреки това, през последните години населението на Арктика в Русия намалява.
Основните цели на арктическа политика на Русия, са използването на природни ресурси, опазването на екосистемите, използването на моретата като транспортна система. В интерес на Русия е да гарантира, че Арктика остава зона на мир и сътрудничество. Русия поддържа военно присъствие в Арктика и има намерение да го засили, както и да укрепи присъствието на граничната охрана / бреговата охрана там. Използването на Арктика за икономически цели от Русия започва от корабоплаването и риболова преди векове. Русия има планове да експлоатира големите офшорни ресурси в Арктика. Северният морски маршрут е от особена важност за Русия за транспорта и руският Съвет за сигурност обмисля проекти за неговото развитие. Съветът за сигурност също така заяви необходимостта от увеличаване на инвестициите в инфраструктурата на Арктика
Русия провежда обширни проучвания в Арктическия регион, по-специално на плаващите ледени станции и екскурзията „Arktika 2007“, която първа достигна до морското дъно на Северния полюс. Изследването е отчасти насочено да подкрепи териториалните претенции на Русия, особено тези, свързани с разширения континентален шелф на Русия в Арктическия океан.

## История
На 1 октомври 1987 г. президентът на СССР Михаил Горбачов създава инициативата „Мурманск“, в която се посочват шест цели на външната политика за Арктика на СССР: създаване на зона без ядрена енергия в Северна Европа; намаляване на военната активност в Прибалтика, Северно, Норвежко и Гренландско море; сътрудничество за развитието на ресурсите; образуване на конференция за координацията на научните изследвания в Арктика; сътрудничество в опазването и управлението на околната среда; и отварянето на Северния морски маршрут.
Руското министерство на икономическото развитие идентифицира осем зони за подпомагане на Арктика, към които ще бъдат съсредоточени средствата и проекти, с цел да се насърчи икономическият потенциал на Северноморския маршрут, като се гарантира, че руското присъствие няма да се ограничи единствено до добива на ресурси.
Осемте зони са Кола, Архангелск, Ненец, Воркута, Ямал-Ненец, Таймир-Турукан, Северна Якутия и Чукотка. В района на Северна Якутия проектът включва реконструкция на морското пристанище Тикс и пристанище Зеленомайски. В зоната Архангелск ще бъде изградена железопътната линия Белкомур.

## Териториални претенции
Съвременните руски териториални претенции към Арктика официално датират от 15 април 1926 г., когато Съветският съюз претендира за земя между 32 ° 04'35 „E и 168 ° 49'30“ W. Това твърдение обаче се отнася само за островите и земите в този регион. Първата морска граница между Русия и Норвегия, от Вангерфройд е подписана през 1957 г. Въпреки това напрежение възниква след като двете страни заявяват претенции към континенталните шелфове през 60-те години. През 70-те години на миналия век започват неофициални разговори за определяне на границата в Баренцово море за уреждане на различни твърдения, тъй като Русия иска границата да бъде линия, която тече право на север от континента, повече от 170 000 квадратни километра. На 15 септември 2010 г. министрите на външните работи Йонас Гахр Стре и Сергей Лавров съответно от Норвегия и Русия подписаха договор, който ефективно разделя оспорваната територия наполовина между двете страни и се съгласяват да управляват съвместно ресурсите в този регион, където те припокриват националните сектори. Двете държави съвместно управляват рибарството в Баренц от споразумението за сива зона от 1978 г., което се подновява годишно след подписването му.
На 12 март 1997 г. Русия ратифицира Конвенцията на Организацията на Oбединените Нации по морско право (UNCLOS), която позволява на страните да предявят претенции за разширяване на континенталния шелф. В съответствие с Конвенцията на ООН по морско право (UNCLOS), Русия изпрати заявление към Комисията на ООН за границите на континенталния шелф (CLCS), за разширяване на континенталния шелф над своята изключителна икономическа зона на 320 километра на 20 декември 2001 г. Русия заяви, че две подводни планински вериги – хълмовете Ломоносов и Менделеев – в руския сектор на Арктика са били разширения на евразийския континент и по този начин са част от руския континентален шелф. CLCS на ООН нито потвърди, нито обезсили искането, но поиска от Русия да предостави допълнителни данни, за да обоснове претенцията си]. Русия предостави допълнителни данни на CLCS през 2012 г.
През август 2007 г. една руска експедиция, наречена Arktika 2007, водена от Артур Чилингаров, постави руски флаг на морското дъно на Северния полюс. Това беше направено в хода на научните изследвания, за да се обоснове подаденото заявление от Русия за разширяване на континенталния шелф през 2001 г.] Министерството на природните ресурси на Русия съобщи, че долните проби, събрани от експедицията, са подобни на тези, открити на континенталния шелф. Русия използва това, за да обоснове твърдението си, че хълма Ломоносов в неговия сектор е продължение на континенталния шелф, който се простира от Русия, и че Русия има основателна претенция към това морско дъно. Съединените щати и Канада отхвърлиха засаждането на флага като чисто символично и правно безсмислено. Руският външен министър Сергей Лавров зазяви пред репортери: „Целта на тази експедиция не е да заложите претенцията на Русия, а да покажем, че нашият шелф достига до Северния полюс“. Той също така потвърди, че проблемите на територията на Арктика „да бъде разглеждани единствено въз основа на международното право, международната конвенция по морско право и в рамките на механизмите, които са създадени в съответствие с нея, за определяне на границите на държавите, които имат континентален шелф.“. В друго интервю Сергей Лавров казва: „Бях изумен от изявлението на моя канадски колега, че ние засаждаме флагове наоколо, ние не хвърляме флагове наоколо, просто правим това, което направиха другите откриващи. Целта на експедицията не е да залага каквото и да е право на Русия, но да докажем, че нашият шелф се простира до Северния полюс. По пътя на Луната е същото.“. 
Министрите на външните работи и други представители на Канада, Дания, Норвегия, Русия и Съединените щати се срещат в Илюсисат, Гренландия през май 2008 г. на Конференцията за Арктическия океан и обявяват Декларацията „Илюсисат“. Освен всичко друго в декларацията се посочва, че евентуални проблеми с демаркацията в Арктика трябва да бъдат разрешени на двустранна основа между страните, които се оспорват.
Пример за подобно двустранно споразумение е постигнато между Русия и Норвегия през 2010 г.

## Военно присъствие
Част от сегашната политика на Русия относно Арктика включва поддържане на военно присъствие в региона. Руският северен флот, най-големият от четирите руски военноморски флоти, е със седалище в Северноморск, в залива Кола на Баренцово море. Северният флот обхваща две трети от общата военноморска сила на Русия и има близо 80 оперативни кораба. Към 2013 г. това включва приблизително 35 подводници, шест ракетни круизни кораба и флагманът Петър Велики („Петър Велики“), ядрен задвижван направляван ракетен крузер. През 2012 г. руският флот възобнови военноморски патрули на северния морски маршрут, отбелязан с 2000 мили патрул от руската Арктика с десет кораба, водени от Петър Велики. През юни 2008 г. руският военен представител съобщи, че ще увеличи оперативния радиус на своите подводници от Северния флот.
Първият ядрен ледоразбивач, Ленин, започва да работи в Северноморския маршрут през юли 1960 г. В Русия са построени общо десет ядрени цивилни кораби, включително девет ледоразбивачи. Три от тях са били изведени от експлоатация, включително Ленин. Освен шестте ядрени ледоразбивачи, Русия има и 19 дизелови ледоразбивачи. Ядреният ледоразбиващ флот включва и „50 Let Pobedy“ (50 години победа), най-големият ядрен ледоразбивач в света. Има планове за изграждането на още шест ледоразбивачи, както и планове за построяването на цена от 33 милиарда долара ново аарктическо целогодишно пристанище. На 28 септември 2011 г. президентът Медведев отмени забраната за приватизация на флота за ядрено ледоразбивачи с Декрет № 1256. Тази отмяна позволява на Atomflot, държавното дружество, което притежава флота, да бъде поне частично собственост на частни инвеститори. Очаква се правителството да запази контролния дял в дружеството.
Русия твърди, че разполага с военни части, специално обучени за арктически боеве. На 4 октомври 2010 г. командващият руски военноморски флот адмирал Владимир Висоцки е цитиран да казва: „Ние наблюдаваме проникването на множество държави, които ... напредват интересите си много интензивно, по всякакъв начин, по-специално Китай“, и че Русия няма да се „откаже нито един сантиметър“ в Арктика. Руският министър на отбраната Анатолий Сердюков обяви плановете си на 16 юли 2011 г. за създаването на две бригади, които ще бъдат разположени в Арктика. Изявлението на Русия за политиката в Арктика, одобрено от президента Медведев на 18 септември 2008 г., като призова за създаване на подобрени военни сили в Арктика за „осигуряване на военна сигурност“ в този регион, както и за укрепване на съществуващите гранични служители в района

## Изследвания и проучвания
Русия провежда изследвания в Арктика в продължение на десетилетия. Страната е единствената, която използва плаващи станции – научноизследователски съоръжения, които се използват сезонно на плаващ лед – и има други изследователски станции в своята Арктическа зона. Първата плаваща станция, Северният полюс, е създадена на 21 май 1937 г. от Съветския съюз. Руското изследване се фокусира върху морското дъно на Арктика, морския живот, метеорологията, изследванията и природните ресурси, наред с други теми. Неотдавнашните проучвания се фокусираха и върху изучаването на хълма Ломоносов, за да се съберат доказателства, които биха могли да укрепят руските териториални претенции към морското дъно в този регион в руския сектор на Арктика.
Плавателската станция „North Pole-38“ е създадена през октомври 2010 г. През юли 2011 г. ледоразбивачът „Росия“ и изследователският кораб „Академик Фьодоров“ започнаха сеизмични изследвания на север от „Франц Йозеф Ланд“, за да намерят доказателства в подкрепа на териториалните претенции на Русия в Арктика. „Академик Фьодоров“ и ледоразбивач „Ямал“ имаха подобна мисия година по-рано. Експедицията „Lena-2011“, съвместен руско-германски проект, ръководен от „Jörn Thiede“, тръгна за Латинско море и река Лена през лятото на 2011 година. Целта беше да се изучава сибирският климат и изменението на климата, както и да се събира информация за руския континентален шелф. Ръководителят на експедицията, който е и председател на Европейската арктическа комисия, изрази увереност, че Русия ще събере необходимите доказателства, за да потвърди претенциите си към допълнителни части от арктическия шелф. 
През лятото на 2015 г. Русия построи извънредно голяма военна база на остров Александра Земя, разширявайки се на вече установена въздушна база Нагурской, на 80-ия паралел. Новият комплекс е изграден от няколко взаимосвързани сгради и може да помещава 150 войници до 18 месеца без необходимост от повторно снабдяван